# Oecobius incertus
Oecobius incertus är en spindelart som beskrevs av Jörg Wunderlich 1995. Oecobius incertus ingår i släktet Oecobius och familjen Oecobiidae. Inga underarter finns listade i Catalogue of Life.